# Calycibidion multicavum
Calycibidion multicavum là một loài bọ cánh cứng trong họ Cerambycidae.